# Pesarean (Adiwerna)
Pesarean is een bestuurslaag in het regentschap Tegal van de provincie Midden-Java, Indonesië. Pesarean telt 11.957 inwoners (volkstelling 2010).